# Fairey Albacore
Fairey Albacore byl britský dvojplošný torpédový bombardér z období druhé světové války, stavěný v letech 1939 až 1943 pro britské námořní letectvo Fleet Air Arm. Měl být původně náhradou za stroj Fairey Swordfish, který sloužil od roku 1936. Přesto, že se jednalo o letoun s řadou nových prvků, který měl krytou kabinu a aerodynamický tvar, postrádal kvality Swordfishů, a tak byl ze služby paradoxně stažen dříve, než výše uvedený typ. Na rozdíl od typu Swordfish ho během války ve službě nahradil torpédový bombardér Fairey Barracuda.

## Vývoj
Typ byl vyvinut podle specifikací S.41/36, na třímístný stroj, který by ve službě nahradil Fairey Swordfish. Přes krytou kabinu a aerodynamičtější tvar však byl Albacore stále letounem dvouplošné koncepce, která už byla ve světě na ústupu. Nárůst výkonů proti typu Swordfish byl jen malý a s novějšími typy, jako byl Douglas TBD Devastator, nebo Nakadžima B5N se nemohl vůbec srovnávat. První ze dvou prototypů vzlétl 12. prosince 1938. Produkce první série 98 kusů začala v roce 1939. První Albacory byly poháněny motory Bristol Taurus II, zatímco pozdější kusy dostaly výkonnější verzi Taurus XII. Během produkce nedocházelo k zásadním změnám konstrukce. Celkem bylo postaveno 800 kusů.

## Operační služba
Jako první dostala typ Albacore k tomu účelu zformovaná 826. squadrona FAA a od března až do konce roku 1940 je užívala k útokům proti lodní dopravě, přístavům a k doprovodu konvojů v Lamanšském průlivu. Na letadlových lodích typ začal sloužit v roce 1941. Hlavním problémem byla nejprve spolehlivost motorů Taurus, což se ale později podařilo vyřešit a stroj měl podobnou spolehlivost jako Swordfish s jeho motorem Bristol Pegasus. Přesto byl méně oblíbený.
Celkem bylo typem Albacore vyzbrojeno 15 squadron Fleet Air Arm, které operovaly hlavně ve Středomoří. Letouny Fairey Albacore se aktivně účastnily takových operací, jako byla bitva u Matapanu, bitva u El Alameinu, obrany Malty či vylodění spojenců na Sicílii a v Salernu. Od září 1941 do června 1943 operovala z maltského letiště Hal-Far 828. squadrona FAA, která i přes neustálé bombardování ostrova napadala především italskou lodní dopravu a Sicílii.
V roce 1943 byl Fairey Albacore nahrazen novým typem Fairey Barracuda. Poslední operační squadronou byla 841. squadrona FAA, která po dobu své existence operovala z pozemních základen v oblasti Lamanšského průlivu a byla deaktivována koncem roku 1943. Kanadské královské letectvo stroje převzalo a použilo ve stejné roli během invaze do Normandie. Stroje byly používány při hlídkování, průzkumu a při protiponorkových akcích.

## Uživatelé
- Kanada
  - Royal Canadian Air Force
- Spojené království
  - Fleet Air Arm
  - Royal Air Force

## Specifikace

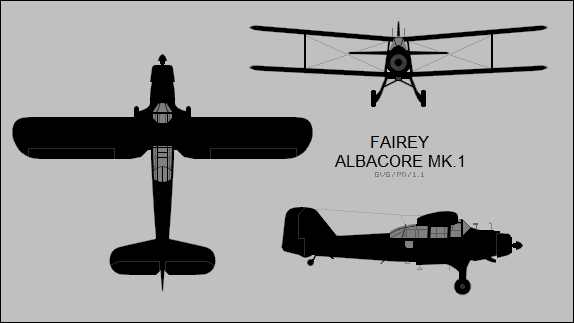
Třípohledová silueta Albacore Mk.1

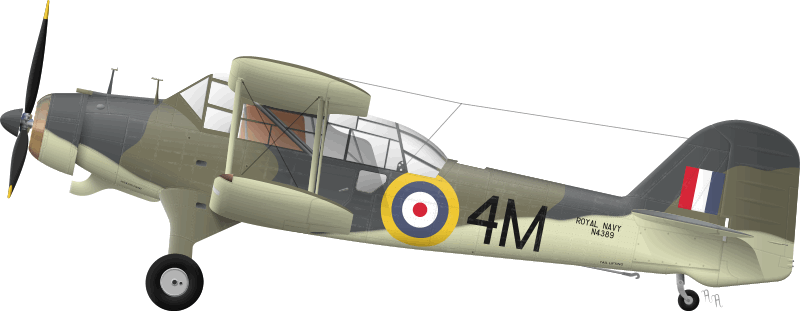
Fairey Albacore

### Technické údaje
- Osádka: 3 (pilot, pozorovatel, radista-střelec)
- Rozpětí: 15,24 m
- Délka: 12,18 m
- Výška: 3,81 m
- Nosná plocha: 56,39 m²
- Hmotnost prázdného letounu: 3289 kg
- Vzletová hmotnost: 5670 kg
- Pohonná jednotka: 1 × dvouhvězdicový vzduchem chlazený čtrnáctiválcový motor Bristol Taurus II
  - Výkon pohonné jednotky: 1065 k (794 kW)

### Výkony
- Maximální rychlost: 256 km/h
- Dostup: 6310 m
- Dolet: 1500 km

### Výzbroj
- 1 × pevný 7,7mm kulomet Browning
- 1–2 pohyblivý 7,7mm kulomet Vickers K
- torpédo o hmotnosti 730 kg, nebo až 900 kg pum